# 狗头山 (延长)
36°20′54″N 110°23′44″E / 36.34831°N 110.39549°E
狗头山，原名石阁山，是一座位于中华人民共和国陕西省延安市延长县南河沟乡寺儿村的一个山峰。

## 特点
狗头山为南北走向，长3公里，宽2公里，海拔1220.6米。东、南、西三面为悬崖绝壁，北侧为柏树树林。山中有石美砂矿、铜矿。山顶有石井，四季均有水，民国时期曾驻扎民团。国共内战期间，清涧起义时，唐澍、谢子长曾率领西北工农革命军游击第一支队在此地行军。